# 11 v. Chr.
Portal Geschichte | Portal Biografien | Aktuelle Ereignisse | Jahreskalender | Tagesartikel

◄ |
2. Jahrhundert v. Chr. |
1. Jahrhundert v. Chr. |
1. Jahrhundert |
►

◄ | 30er v. Chr. | 20er v. Chr. | 10er v. Chr. | 0er v. Chr. |
0er |
►

◄◄ | ◄ | 14 v. Chr. | 13 v. Chr. | 12 v. Chr. | 11 v. Chr. |
10 v. Chr. |
9 v. Chr. |
8 v. Chr. |
► |
►►
Staatsoberhäupter

## Ereignisse
- Drusus-Feldzüge: Der römische Statthalter Drusus dringt weiter in Germanien vor und besiegt die Sugambrer.
- Auf dem Rückweg kommt es zur Schlacht bei Arbalo, wo sich die Römer durchsetzen können.

## Gestorben
- Octavia Minor, Gattin von Marcus Antonius (* um 69 v. Chr.)